# Silurus aristotelis
Silurus aristotelis of Aristotelesmeerval is een straalvinnige vissensoort uit de familie van de echte meervallen (Siluridae). De wetenschappelijke naam van de soort is voor het eerst geldig gepubliceerd in 1890 door Garman.